# 海康郡
海康郡，唐朝时设置的郡。
天宝元年（742年）以雷州改置，治所在海康县（今广东省雷州市），属岭南道。辖境相当今广东省遂溪、湛江、雷州及徐闻等市县地。乾元元年（758年）复为雷州。 